# Коле ди Казото (Кунео)
Коле ди Казото је насеље у Италији у округу Кунео, региону Пијемонт.
Према процени из 2011. у насељу је живело 1 становника. Насеље се налази на надморској висини од 1413 м.